# Râul Lăpușna, Vijnița
Râul  Lăpușna (în ucraineană Лапушна, transliterat: Lapușna) este un râu care străbate teritoriul câtorva localități din raionul Adâncata, regiunea Cernăuți, Ucraina. Este un afluent de stânga al Siretului.